# Albert Du Casse
Pierre-Emmanuel-Albert, baron du Casse, né à Bourges le 16 novembre 1813 et mort à Paris le 13 mars 1893, est un militaire et écrivain français.

## Biographie

### Famille
Albert Ducasse, ou du Casse, est le fils de Jacques Nicolas Ducasse, général du Premier Empire et de la Restauration créé Baron héréditaire en 1819, et d'Elisabeth Euphrasie Gonneau.

### Carrière militaire
Après sa formation à Saint-Cyr, il sert pendant 32 ans dans l’armée française, notamment en Algérie et Italie, et prend part à la guerre d’Afrique.
Il est capitaine d’État-major, puis chef d'escadron d’État-major du 24 janvier 1854 au 1er août 1864.
En 1854 il est attaché à la personne du prince Jérôme Bonaparte, gouverneur des Invalides, en qualité d’aide de camp.
Déçu de ne pas être promu lieutenant-colonel, il démissionne de l'armée.

### Carrière civile
Il entre à la Cour des comptes comme conseiller référendaire de 2ème classe le 22 juillet 1864.
Il devient conseiller honoraire pour raison de santé le 16 août 1880.

## Distinctions
- Officier de la Légion d'honneur (15 juillet 1859) ; chevalier du 10 décembre 1851[3].

## Publications
Il est l’auteur d’ouvrages historiques et coauteur, avec Charles Valois, de romans publiés sous le nom de plume collectif de Valois de Forville. Il est surtout connu pour être le premier éditeur de la correspondance de Napoléon Ier.